# Alfa Scuti
Alfa Scuti (α Sct / HD 171443 / HR 6973) es una estrella en la constelación de Scutum, originalmente Scutum Sobiescii, el escudo de Sobieski. Es la más brillante de la misma con magnitud aparente +3,85. Ocasionalmente recibe el nombre, de origen griego, Ionnina or Ioannina (Ιωάννινα), que literalmente significa «de Juan», aunque probablemente el nombre se refiere al diseño de «Escudo dentro de un escudo» del blasón de Sobieski, conocido como diseño «Janina».
Situada a 199 años luz de distancia del sistema solar, Alfa Scuti es una gigante naranja de tipo espectral K3III con una temperatura superficial de 4280 K. Es 132 veces más luminosa que el Sol y su radio es 21 veces más grande que el radio solar.
Gira sobre sí misma con una velocidad de rotación proyectada de 4,6 km/s.
Tiene una edad de al menos 2000 millones de años.
Alfa Scuti es una estrella variable cuyo brillo varía entre magnitud 3,81 y 3,87. Se desconoce su período de oscilación —si es que tiene alguno— y la clase de variable que es.